# 假豪猪刺
假豪猪刺（学名：Berberis soulieana）为小檗科小檗属的植物，是中国的特有植物。分布在中国大陆的甘肃、四川、湖北、陕西等地，生长于海拔600米至1,800米的地区，多生在山坡、山沟河北、林中、灌丛中及林缘，目前尚未由人工引种栽培。

## 异名
- Berberis soulieana Schneid. var. paucinervata Ahrendt